# Licomedes d'Atenes
Licomedes d'Atenes (en llatí Lycomedes, en grec antic Λυκομήδης), fill d'Escrees, fou un militar atenenc, el primer que va capturar un vaixell persa a la batalla d'Artemísion l'any 480 aC quan Xerxes va envair Grècia, per la qual cosa el govern li va concedir un premi al valor.
Podria ser el pare del general atenenc Arquèstrat, que menciona Tucídides. El pare d'un dels comandants atenencs que van atacar Melos el 416 aC, Cleòmedes, es deia també Licomedes, però no se sap si era el mateix personatge.